# Городское поселение Чамзинка
Городско́е поселе́ние Чамзинка — муниципальное образование в Чамзинском районе Мордовии Российской Федерации.
Административный центр — рабочий посёлок Чамзинка.

## История
Статус и границы городского поселения установлены Законом Республики Мордовия от 28 декабря 2004 года № 128-З  «Об установлении границ муниципальных образований Чамзинского муниципального района, Чамзинского муниципального района и наделении их статусом сельского поселения, городского поселения и муниципального района».

## Население
| 2002   | 2009  | 2010    | 2012    | 2013    | 2014    | 2015  |
| ------ | ----- | ------- | ------- | ------- | ------- | ----- |
| 10 560 | ↘9534 | ↗10 115 | ↘10 017 | ↗10 123 | ↗10 141 | ↘9986 |
| 2016   | 2017  | 2018    | 2019    | 2020    | 2021    |       |
| ↘9906  | ↘9856 | ↘9827   | ↘9767   | ↘9677   | ↗10 068 |       |

## Состав городского поселения
| № | Населённый пункт | Тип населённого пункта                  | Население |
| - | ---------------- | --------------------------------------- | --------- |
| 1 | Альза            | село                                    | ↗143      |
| 2 | Репьевка         | село                                    | ↘509      |
| 3 | Чамзинка         | рабочий посёлок, административный центр | ↗9464     |